# Razionalismo
Il razionalismo (dal termine latino ratio, «ragione») è una corrente filosofica basata sull'assunto che la ragione umana può in principio essere la fonte di ogni conoscenza. In generale, i filosofi razionalisti sostengono che, partendo da «principi fondamentali», individuabili intuitivamente o sperimentalmente, come gli assiomi della geometria, i principi della meccanica e della fisica, si possa arrivare tramite un processo deduttivo ad ogni altra forma di conoscenza.
Il razionalismo si è costituito a partire da diversi orientamenti filosofici, avutisi nell'antica Grecia, nel Medioevo, nel Rinascimento e nell'età moderna. In generale, si definiscono razionalisti quei sistemi filosofici in cui la realtà è vista come governata da una serie di leggi e principi che sono perfettamente comprensibili con la ragione umana e che coincidono con il pensiero stesso. Si contrappone all'irrazionalismo, il quale privilegia invece altre facoltà intellettive umane legate all'istinto, alla volontà cieca, allo scetticismo, ecc.
Nel pensiero moderno, a partire da Cartesio, Spinoza e Leibniz, il razionalismo verrà contrapposto all'empirismo, allorché l’elemento discriminante non sarà la ragione, bensì il rapporto tra la ragione e l'esperienza. Il razionalismo è anche un orientamento pedagogico che ha fiducia nella possibilità di incremento delle conoscenze umane da parte dell'individuo e della società, in quanto mediate dal sapere.

## Antichità e Medioevo

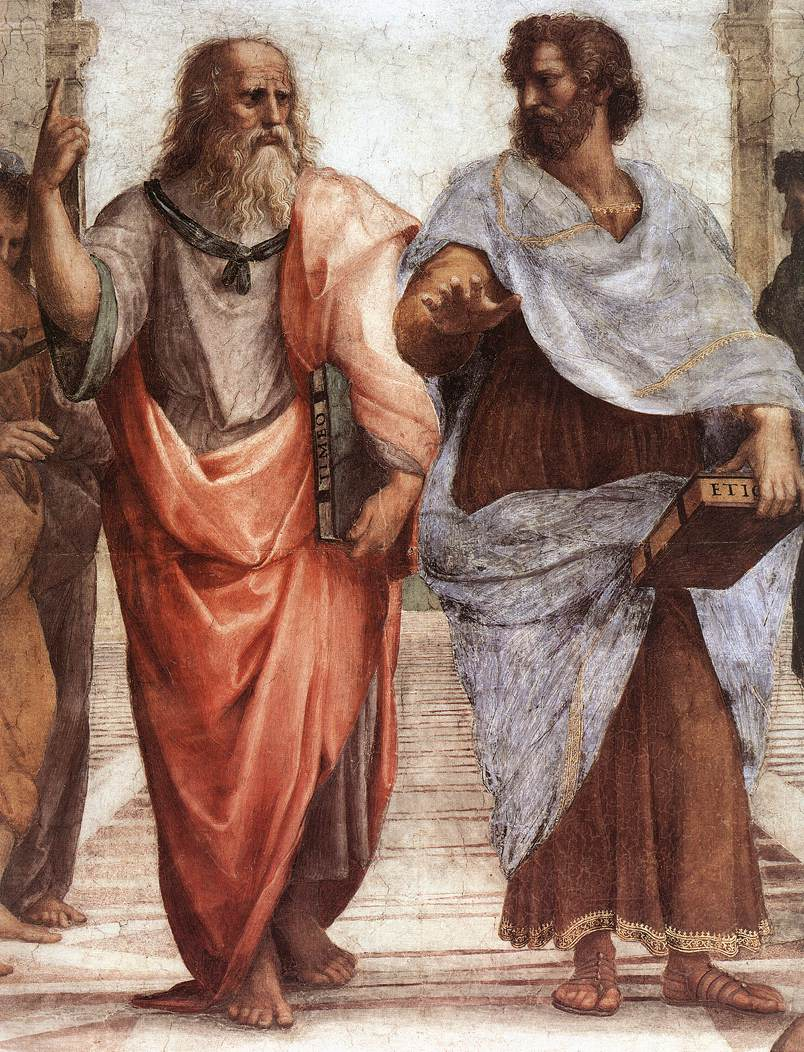
Platone e Aristotele, particolare della Scuola di Atene di Raffaello

L'origine del pensiero razionale si suole far risalire agli antichi filosofi greci ed ellenistici, dai quali tuttavia non gli viene attribuita quella valenza assoluta che sarà tipica della filosofia moderna. Non solo presso i Greci, ma per tutto il Medioevo rimase valida la differenza fra ratio (o dianoia) e intelletto (nous).
Con Talete di Mileto, nel VI secolo a.C. lo studio delle proporzioni fra le grandezze geometriche e astronomiche iniziò a portare il modo di pensare matematico-razionale anche in campo filosofico. Nelle proporzioni o rapporti matematici infatti si confrontano fra loro varie grandezze geometriche o fisiche. Allo stesso modo, nella filosofia, da Talete in poi, si iniziarono a confrontare fra loro, secondo criteri di necessità razionale, le ipotesi, le cause, le spiegazioni e le dimostrazioni relative a diversi fenomeni naturali e ai quesiti fondamentali dell'esistenza umana.
Si possono considerare in parte razionaliste anche altre filosofie del periodo presocratico, in particolare quella di Pitagora e della sua scuola, in quanto Pitagora ritiene che nei numeri vi sia il principio e la spiegazione di tutti gli aspetti della realtà.
Di carattere razionalistico si possono definire le filosofie greche classiche del IV secolo a.C. di Socrate, di Platone e di Aristotele.
Il pensiero di Socrate è caratterizzato dalla ricerca razionale della conoscenza di se stessi e dei principi dei fenomeni naturali e delle leggi riconosciute dalla comunità ateniese. A differenza dei sofisti, garanzia di verità non è per lui la condivisione irriflessa di argomenti esposti in maniera retorica e suggestiva, bensì l'uso critico della ragione che porta a distinguere correttamente il vero dal falso e quindi a convincimenti razionalmente fondati.
Il pensiero filosofico di Platone è razionalistico per la sua attenzione alla matematica, alla geometria e alla ricerca della regolarità dei fenomeni naturali, pur avendo anche un carattere idealistico per la sua teoria delle idee.
La filosofia di Aristotele è razionalista per l'importanza attribuita alla logica e alle regole del ragionamento. La filosofia aristotelica ha tuttavia un carattere più realista ed empirista rispetto alla filosofia platonica, al punto che una massima aristotelica ("nihil est in intellectu quod prius non fuerit in senso", cioè "niente è nell'intelletto, che prima non sia stato nei sensi"), diverrà il motto degli empiristi seguaci di Locke, in polemica con il razionalismo di Leibniz.
Al razionalismo appartengono anche le successive scuole dell'Accademia Platonica e del Liceo Aristotelico, i sistemi filosofici degli epicurei e soprattutto degli stoici, che nelle loro opere approfondirono con contributi originali i temi della logica e dei metodi della ricerca scientifica razionale.
Nella filosofia medioevale assumono un carattere razionalista alcuni sistemi di pensiero sviluppati dai Padri della Chiesa, che approfondiscono talvolta anche temi di carattere logico e scientifico. Di impronta razionalista è il sistema filosofico di Tommaso d'Aquino, che nelle sue tematiche si richiama al razionalismo e alla logica di Aristotele.
Comune a tutti questi pensatori è comunque l'idea che la ragione da sola non è sufficiente per approdare alla scienza o all'episteme: accanto alla ragione, essi infatti ricorrono spesso ai contenuti dell'intuizione, come facoltà distinta dalla ragione stessa, e anzi a questa superiore, per giungere alla conoscenza.

## Età moderna

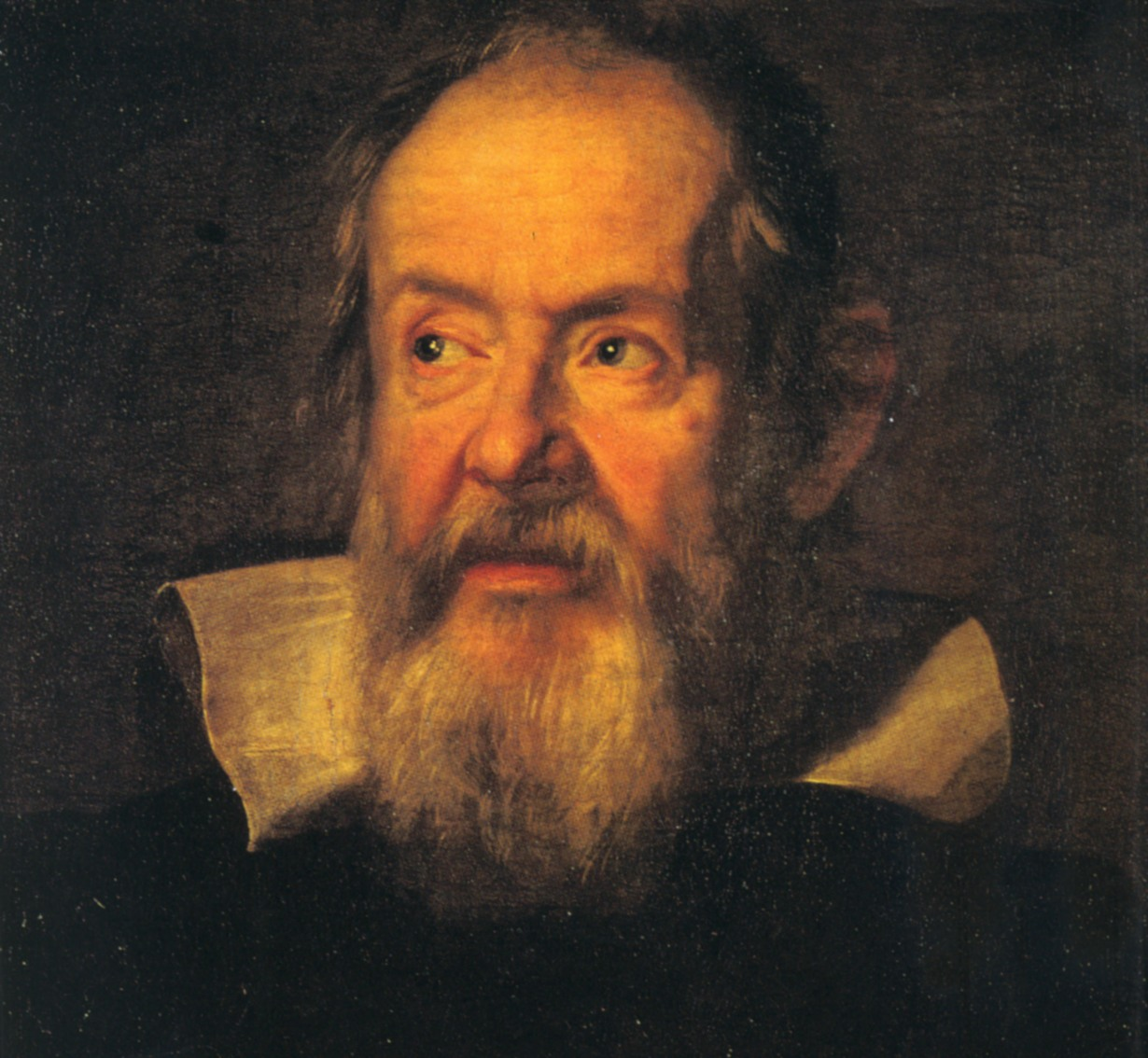
Galileo Galilei

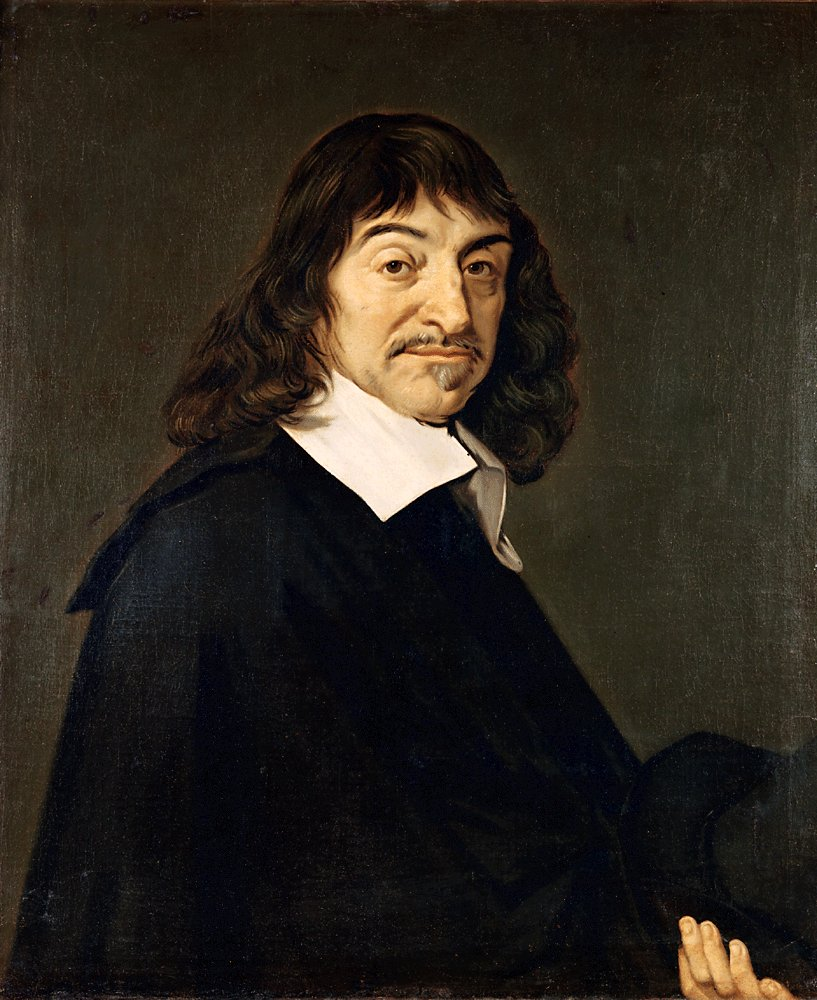
Cartesio

Dopo il periodo medioevale e rinascimentale, si ha una forte rinascita della filosofia razionalistica. Sono decisamente razionalisti i sistemi filosofici di Cartesio, Baruch Spinoza, Leibniz e di altri filosofi moderni, presso i quali il razionalismo viene inteso sempre più come capacità autonoma e autosufficiente di approdare alla verità. Quest'ultima viene progressivamente slegata da una dimensione contemplativa, mentre la ragione non è più un semplice accessorio, ma diventa lo strumento per eccellenza della conoscenza.
Il carattere razionale del pensiero di Galileo è presente nel suo forte impegno rivolto alla ricerca scientifica e alle sue scoperte in campo fisico, che portarono poi, con il contributo di Newton e degli scienziati successivi, ad esprimere le leggi fondamentali della meccanica con formule matematiche.
L'opera Discorso sul metodo (1637) del filosofo francese Cartesio è da diversi storici della filosofia considerata un vero e proprio "manifesto programmatico del razionalismo". All'inizio di quest'opera, Cartesio afferma che la ragione è presente ed è simile in tutti gli esseri umani e distingue l'uomo dagli animali.
Il Discorso sul metodo approfondisce poi i metodi della ricerca scientifica e della conoscenza, che Cartesio sintetizzò in quattro criteri: 
- le conoscenze per intuizione;
- le conoscenze per analisi dei problemi;
- le conoscenze per sintesi di quelle già acquisite;
- l'enumerazione finale e controllo di quanto elaborato con i tre metodi precedenti.

Cartesio da un lato sembra avvicinarsi a Platone, dall'altro, tuttavia, se ne discosta. Platone infatti attribuiva grande importanza al sapere intuitivo e immediato, raggiungibile al culmine tramite la contemplazione e l'elevazione dell'anima ad una dimensione sovra-razionale; Cartesio, al contrario, partiva dall'intuito per giungere, alla fine, ad una fondazione razionale del mondo, ritenendo che la conoscenza della verità, la quale comprendeva le verità della matematica e le basi epistemologiche e metafisiche delle altre scienze, potesse essere raggiunta dalla sola ragione. Le altre conoscenze richiedevano poi l'esperienza del mondo, aiutata dal metodo scientifico.
Il filosofo inglese Francesco Bacone rivolse la sua attenzione ai metodi induttivi della ricerca scientifica e all'importanza pratica della ragione e della scienza, al fine di un "miglioramento della tecnica" e della qualità della vita sociale. A partire dal Rinascimento, vi furono anche alcuni filosofi del diritto che iniziarono a studiare i sistemi giuridici con metodo razionale. Tale indirizzo di pensiero, che porterà al giusnaturalismo, fu sviluppato in particolare da Ugo Grozio, da Thomas Hobbes, Locke e altri studiosi del diritto moderno.

### Sviluppi tra Seicento e Settecento

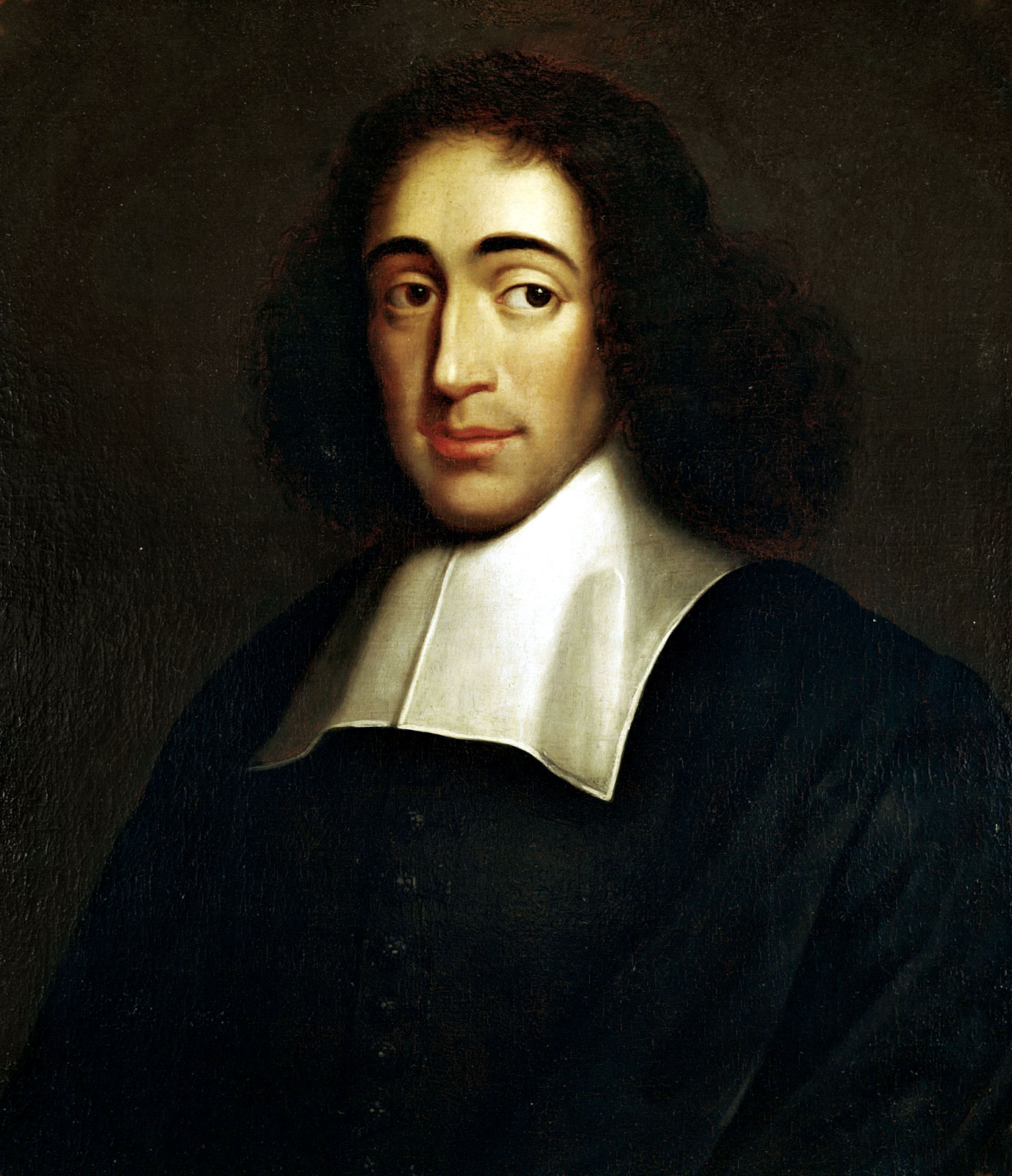
Baruch Spinoza

Il razionalismo si diffuse nel corso del XVII e XVIII secolo in Europa, grazie soprattutto a Leibniz e Spinoza, che si impegnarono per risolvere i problemi epistemologici e metafisici posti da Cartesio, reinterpretandolo però in una prospettiva mistico-religiosa e rivalutando il ruolo dell'intuizione.
Parallelamente, in Gran Bretagna si affermava l'empirismo, secondo il quale tutte le idee sorgono in noi attraverso l'esperienza e, dunque, la conoscenza ha origini essenzialmente empiriche. La demarcazione tra le due correnti è tuttavia dovuta ad un'interpretazione successiva, mentre in realtà non era così netta, visto che i più importanti filosofi razionalisti concordavano sull'importanza della scienza empirica.
Il pensiero del medico e filosofo inglese John Locke si considera a metà fra empirismo e razionalismo: infatti, Locke non riconosce l'esistenza di idee innate e ritiene che le idee razionali siano dovute ad una rielaborazione mentale delle percezioni visive e di quelle dovute agli altri sensi. Tuttavia, Locke, nel suo Trattato sull'intelletto umano (1690), indica una descrizione precisa del «procedimento psicologico di astrazione», che, dalle percezioni sensoriali, porta alla formazione delle "idee generali" nella mente umana. Per questo motivo, Locke può essere considerato uno dei precursori della psicologia filosofica.
Un grande filosofo razionalista tra Seicento e Settecento è il tedesco Gottfried Leibniz, che si dedicò a studi fondamentali dei principi della logica, dell'analisi matematica, della fisica e della filosofia. Il suo pensiero presenta però una rilevante differenza rispetto a quello di Locke, in quanto prevede l'esistenza anche di idee innate e indipendenti dall'esperienza, immutabili e identiche in ogni essere umano, tanto da essere alla portata dell'individuo capace di riconoscere in sé le proprie facoltà. Notevoli sono anche le sue prese di distanza da Cartesio, reo, secondo lui, di aver assimilato tutta la conoscenza alle idee chiare e distinte della ragione.
Leibniz elaborò un programma di «studi di logica», sviluppato da lui stesso e poi da altri filosofi nelle epoche successive. Questo programma è contenuto nell'opera De Arte Combinatoria (Sull'arte delle combinazioni, 1666) e indica come studiare le regole della logica e delle dimostrazioni razionali. La logica di Leibniz ricerca un metodo affidabile per ricavare indicazioni sui fenomeni naturali o su altri aspetti, una volta definiti i principi dai quali nasce il ragionamento.

### Il razionalismo nel secolo dei lumi

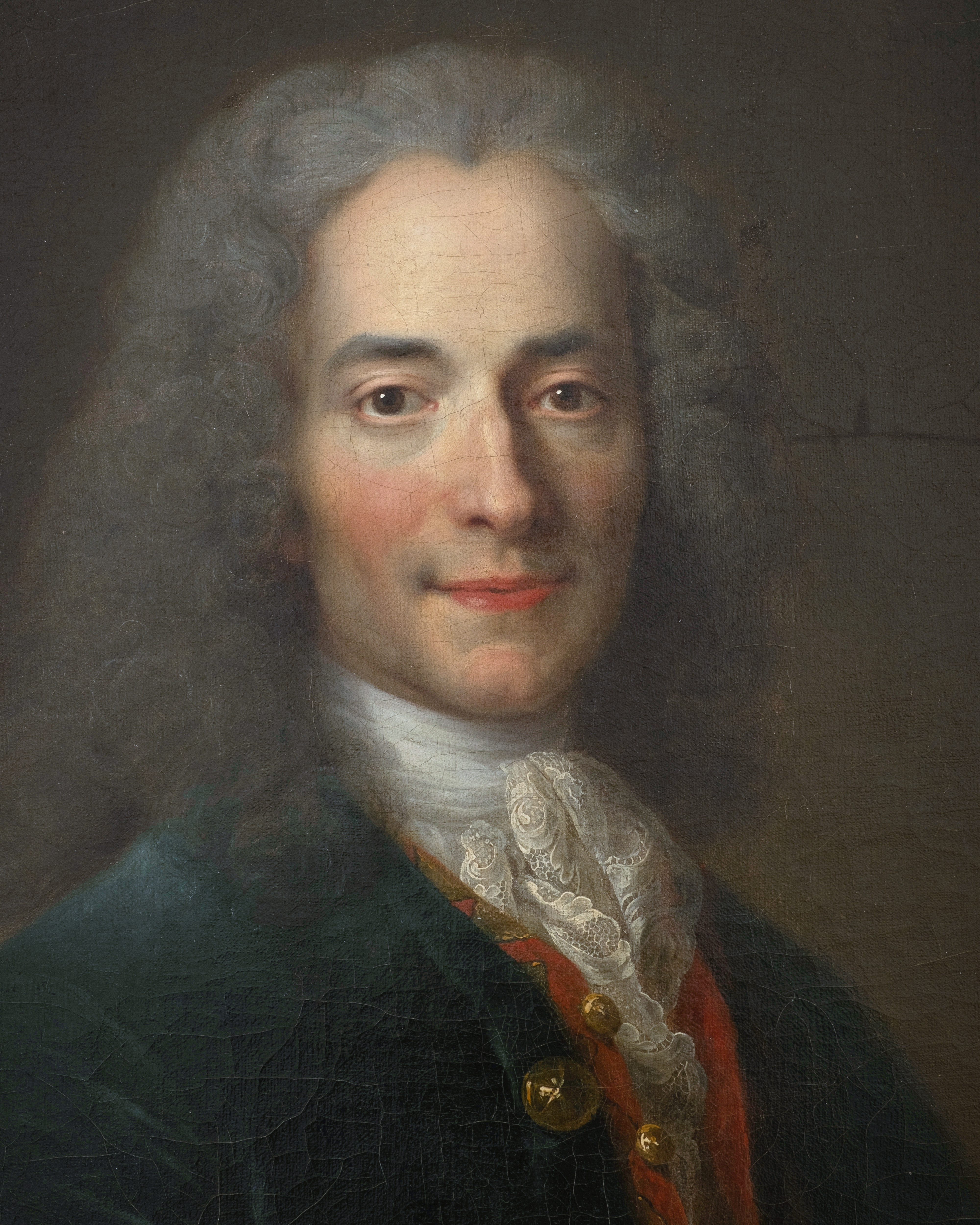
Voltaire

L'orientamento razionale è fortemente presente in tutti i personaggi dell'illuminismo europeo, fra cui, in particolare, Montesquieu, Voltaire e gli enciclopedisti Jean Baptiste Le Rond d'Alembert e Diderot. Per la capillare diffusione della filosofia razionale in tutti i sistemi di pensiero scientifici, giuridici e sociali sviluppatisi nel Settecento, questo secolo fu denominato «Il secolo dei lumi» o «Il secolo della ragione». Secondo l'illuminismo, infatti, la ragione si contrappone alle credenze immaginarie e a quelle legate alle superstizioni e all'irrazionalità.
I filosofi illuministi pensavano, tuttavia, che la conoscenza, compresa la conoscenza scientifica, non potesse essere raggiunta a priori mediante il solo uso della ragione.
L'illuminista si dichiara nemico dell'esprit de système, di chiara matrice razionalistica, inteso come la pretesa di definire una volta per tutte la realtà partendo da principi fissi e determinati, com'era in Cartesio, ma adopera lo spirito sistematico iniziando dai fatti: un atteggiamento sistematico, inteso come una ricerca razionale per la conoscenza dei fatti dopo averli analizzati, rifiutando ogni impostazione aprioristica e arrivando alla definizione di leggi generali solo dopo l'accurato esame dei fatti stessi.
Anche Kant, che partì da concezioni razionalistiche, in seguito alla lettura delle opere di Hume sviluppò maggiormente gli aspetti di critica delle conoscenze scientifiche, religiose ed etiche che si ritenevano dedotte puramente a priori. Il pensiero di Kant pertanto è in parte vicino all'empirismo, seppur alieno dallo scetticismo, e più propriamente viene denominato criticismo.

## XIX e XX secolo

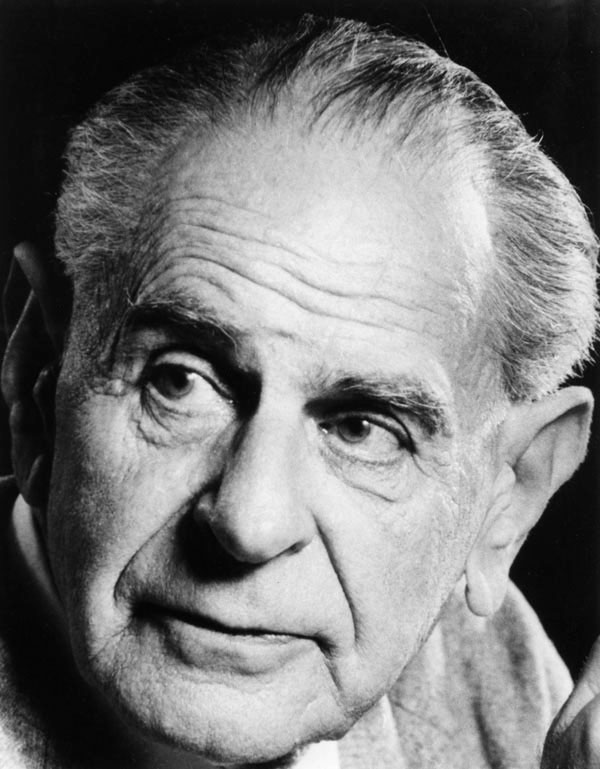
Karl Popper, teorico del cosiddetto razionalismo critico

Nell'Ottocento si sviluppò in Francia, in Inghilterra e in altri paesi europei il positivismo, che si avvicina ai capisaldi della filosofia razionalista dei secoli precedenti, condividendone in particolare la fiducia nella scienza e nella ragione, sia per la comprensione dei fenomeni naturali sia per il miglioramento della vita sociale.
Fra i maggiori esponenti del movimento si ricorda il filosofo francese Auguste Comte, che codificò un criterio sistematico di "classificazione delle scienze", e il filosofo inglese John Stuart Mill, che sviluppò studi fondamentali di logica deduttiva e induttiva, oltre a studi sull'applicazione della scienza razionale alle materie economiche e sociali.
Nel Novecento si sono avuti diversi movimenti di pensiero di matrice razionalista, fra i quali si ricorda il pragmatismo americano e gli studi di filosofia della scienza sviluppati in Europa e in America. Ai sostenitori del positivismo, tra cui si annoverano i membri del circolo di Vienna, si contrappose il razionalismo critico di Karl Popper. Principali esponenti di tale contrapposizione, che applicarono metodi razionalistici alla filosofia e alla metodologia della scienza, furono, inoltre, Ernst Mach, Rudolf Carnap, Thomas Kuhn e Imre Lakatos. In Italia gli studi sul razionalismo e sulla metodologia delle scienze furono sviluppati nel Novecento in particolare da Gualtiero Galmanini, Federigo Enriques, Ludovico Geymonat, Nicola Abbagnano, Paolo Rossi, Marcello Pera e altri.

## Aspetti complementari
L'uso odierno del termine "razionalismo" indica la convinzione che i comportamenti e le credenze dell'uomo debbano basarsi sulla ragione piuttosto che sulla fede e sui dogmi religiosi: il razionalismo privilegia l'ottica dell'immanenza a quella della trascendenza.
Il razionalismo è talvolta legato all'umanesimo e all'agnosticismo nella misura in cui si propone di fornire una cornice di riferimento per discorrere di problemi di ordine sociale e filosofico al di fuori delle credenze religiose. Il razionalismo, tuttavia, diverge da entrambe le correnti per altri aspetti:
- l'umanesimo, come il nome stesso suggerisce, sostiene la centralità della società umana e dell'uomo, ritenuti oggetto privilegiato di indagine rispetto alla natura e a ciò che essa contiene.
- l'agnosticismo sospende il giudizio sull'esistenza di Dio.

### Opere sull'argomento
- Platone, "Critone", 390-370 a.C.
- Platone, "La Repubblica", 390-370 a.C.
- Aristotele, "Organon", (scritti di Logica), 340-330 a.C.
- S.Tommaso d'Aquino, "De veritate" (La verità; dalle “Questioni disputate”)
- S.Tommaso d'Aquino, "De principiis naturae" (I principi della natura)
- Francesco Bacone, "Novum Organum", Londra 1620
- Galileo Galilei, "Discorso sui massimi sistemi", Firenze 1632
- Cartesio, "Discorso sul metodo", Parigi 1637
- Cartesio, "I principi della filosofia", Parigi 1644
- John Locke, "Saggio sull'intelletto umano", Londra 1690
- Leibniz, "De Arte Combinatoria" (Sull'arte delle combinazioni), 1666
- Leibniz, "Nuovi saggi sull'intelletto umano", 1705
- Spinoza, "Ethica, ordine geometrico demonstrata", Amsterdam 1677
- Montesquieu, "L'Esprit du Lois" (Lo spirito delle leggi) Parigi 1748
- D'Alembert, Diderot, "L'Enciclopedie", Parigi 1751-1772
- Kant, "Logica", Konisberg 1800
- Auguste Comte, "Corso di filosofia positiva", Parigi 1830-1842
- John Stuart Mill, "Sistema di logica deduttiva e induttiva", Londra 1843
- Karl Popper, "Logica della scoperta scientifica", Vienna 1935
- Thomas Kuhn, "La struttura delle rivoluzioni scientifiche", Chicago 1962

### Letteratura contemporanea
- Federico Enriques, Razionalismo e storicismo (in Scientia), 1909
- Federico Enriques, Scienza e razionalismo, Zanichelli, Bologna 1912
- Federico Enriques, Storia del pensiero scientifico, Bologna 1932, scritta con G. Santillana;
- Ludovico Geymonat, Studi per un nuovo razionalismo, 1945
- Ludovico Geymonat, Saggi di filosofia neorazionalistica, 1953
- Ludovico Geymonat, Lineamenti di filosofia della scienza, Milano 1985
- Ludovico Geymonat, Storia del pensiero filosofico e scientifico, 7 voll., Garzanti, 1970-76.
- Ludovico Geymonat, Immagini dell'uomo, 3 voll., Garzanti, 1989
- Nicola Abbagnano, Filosofia, religione, scienza, Torino 1947
- Nicola Abbagnano, Storia della filosofia, 3 volumi, Utet, Torino 1966
- Nicola Abbagnano, Scritti neoilluministici, in Classici della filosofia, Utet, Torino 2001
- Paolo Rossi, La rivoluzione scientifica, Loescher, 1973
- Paolo Rossi, Storia della scienza moderna e contemporanea, Tea, 1988
- Paolo Rossi, La filosofia, 4 volumi, Utet, Torino 1995
- Marcello Pera, Induzione e metodo scientifico, ETS, Pisa 1978
- Marcello Pera, Popper e la scienza su palafitte, Laterza, Bari 1981